# David Peralta
Senger David Peralta Guerrero (né le 14 août 1987 à Valencia dans l'État de Carabobo au Venezuela) est un voltigeur des Diamondbacks de l'Arizona de la Ligue majeure de baseball.

## Carrière
David Peralta signe son premier contrat professionnel en 2005 avec les Cardinals de Saint-Louis. L'adolescent est alors lanceur et fait ses premiers pas en tant que membre des Cardinals au sein de leur club affilié dans la Ligue d'été de République dominicaine. Après 3 saisons jouées en ligues mineures, il a subi deux opérations à l'épaule et passe toute l'année 2008 en convalescence. Le 5 mai 2009, alors qu'il tente un retour et développe une tendinite, le lanceur gaucher est libéré de son contrat par la franchise de Saint-Louis. Il abandonne alors le poste de lanceur et se réinvente comme joueur de position, plus précisément en voltigeur de centre dans une ligue au Venezuela puis aux États-Unis dans la North American League et l'Association américaine,, deux ligues indépendantes. Il attire l'attention des Diamondbacks de l'Arizona de la Ligue majeure de baseball au début 2013 et est mis sous contrat, assigné aux ligues mineures et employé comme voltigeur de gauche et de droite.
Peralta fait ses débuts dans le baseball majeur avec Arizona le 1er juin 2014. À son premier match, face aux Reds de Cincinnati, il réussit deux coups sûrs aux dépens du lanceur Alfredo Simón. Le 8 juin suivant, il réussit contre Aaron Harang des Braves d'Atlanta son premier coup de circuit dans les majeures.
Peralta connaît une excellente saison 2015 pour Arizona : il frappe pour ,312 de moyenne au bâton, claque 17 circuits, récolte 78 points produits et mène la Ligue nationale avec 10 triples.